# VanossGaming
エヴァン・フォン（Evan Fong、1992年5月31日 - ）は、カナダのインターネットセレブリティ、ゲーム実況者、レコードプロデューサー、deejay。オンライン名前はVanossGaming（ヴァノース・ゲーミング）。